# Wirwilty
Wirwilty (niem.: Wehrwilten) – wieś w Polsce położona w województwie warmińsko-mazurskim, w powiecie bartoszyckim, w gminie Bartoszyce. W latach 1975–1998 miejscowość administracyjnie należała do województwa olsztyńskiego.

## Historia
Wieś – pod nazwą Brunit – założona w 1325 r. na prawie chełmińskim, na 33 włókach. Później wieś zapisywana była pod nazwami: Werwild (1353), Wirwilten (1414), Wehrwiltten (1570), Werwilten (1785). W XVI w. wydzielono w z Wirwilt 12 włók i 12 mórg na majątek szlachecki. W 1740 r. wieś wykupił skarb państwa z rąk rodziny von Kunheim a majątek rozparcelowano w 1809 r. w ramach refom uwłaszczeniowych.
W 1935 r. w tutejszej szkole pracował jeden nauczyciel i uczyło się 53 dzieci. W 1939 r. we wsi mieszkały 243 osoby. Po wojnie szkołę uruchomiono w 1946 r. a jej organizatorką i pierwszą nauczycielką była Maria Dulko. Szkoła została zlikwidowana w 1976 r. W latach 1954–1959 Wirwilyy były siedzibą gromady i Gromadzkiej Rady Narodowej. W 1983 r. we wsi były 22 domy w zwartej zabudowie a mieszkało 144 osoby. W tym czasie funkcjonowały 32 indywidualne gospodarstwa rolne, uprawiające łącznie 413 ha ziemi i hodujące 292 sztuki bydła (w tym 171 krów), 223 świnie, 29 koni i 39 owiec. We wsi była w tym czasie świetlica i sklep wielobranżowy.